# PVK Kijów
PVK Kijów – ukraiński klub szachowy z siedzibą w Kijowie, trzykrotny mistrz Ukrainy.

## Historia
Klub został założony w 2006 roku. Początkowo funkcjonował pod nazwą Keystone. W 2007 roku zespół zadebiutował w najwyższej lidze mistrzostw Ukrainy, zdobywając mistrzostwo. Następnie klub zadebiutował w Pucharze Europy. Odniesiono wówczas zwycięstwa z Matinkylän SK, Željezničarem Sarajewo, NSEL30 Wilno, Wieśninką Mińsk i Ashdod City Club, a przegrał z Alkaloidem Skopje i Bosną Sarajewo. W klasyfikacji końcowej pucharu klub zajął ósme miejsce. W 2008 roku zmieniono nazwę drużyny na PVK-Kievchess, przy czym skrót PVK był inicjałami prezesa kijowskiej federacji szachowej, Pawła Wiaczesławowicza Kuftyriewa. W sezonie 2008 zespół obronił tytuł mistrza kraju. W rozgrywkach Pucharu Europy ukraiński zespół nie przegrał żadnego meczu, wygrywając spotkania z Matinkylän SK, SK Hohenems, Beer Sheva Chess Club i ŠD Ptuj oraz remisując z Ashdod City Club, OSG Baden-Baden i TPS Sarańsk. Rozgrywki pucharowe PVK zakończył na trzecim miejscu, ulegając jedynie Urałowi Swierdłowskaja obłast i OSG Baden-Baden. W 2009 zespół zdobył trzeci tytuł mistrza Ukrainy z rzędu. W rozgrywkach pucharowych PVK Kijów wygrał z Haladásem VSE Szombathely, Wieśninką Mińsk, Zalaegerszegi Csuti SK, SF Berlin 1903 i Budućnostą Podgorica, a przegrał z Miką Erywań i Ashdod City Club. W Pucharze Europy zespół zajął wówczas szóste miejsce. Od 2010 roku klub nie uczestniczył w rozgrywkach.

## Arcymistrzowie w historii klubu
- Ołeksandr Areszczenko[9]
- Wołodymyr Bakłan[9]
- Ołeksandr Bielawski[10]
- Dmitrij Jakowienko[10]
- Zachar Jefimenko[9]
- Serhij Kariakin[10]
- Jewhen Mirosznyczenko[9]
- Aleksander Oniszczuk[9]
- Rusłan Ponomariow[9]
- Hryhorij Tymoszenko[9]
- Spartak Wysoczyn[9]